# Свети Харалампий (Кумица)
„Кумица“ (на гръцки: Aγίου Xαραλάμπους) е възрожденска православна църква в село Кумица на Халкидики, Гърция, част от Йерисовската, Светогорска и Ардамерска епархия.
Църквата е построена в 1862 година и е метох на светогорския Хилендарски манастир. В архитектурно отношение е еднокорабен храм, без апсида, с размери 11,30 m на 7,70 m. В 1992 година църквата е обявена за защитен паметник на културата.